# Richard Travers
Richard Travers (Hudson Bay Trading Post, 15 aprile 1885 – Los Angeles, 20 aprile 1935) è stato un attore canadese, attivo nell'epoca del cinema muto.

## Filmografia parziale
- The Seventh Prelude - cortometraggio (1914)
- The Ambition of the Baron (1915)
- The Romance of an American Duchess (1915)
- The Man Trail, regia di E.H. Calvert (1915)
- The White Sister, regia di Fred E. Wright (1915)
- The Acquittal, regia di Clarence Brown (1923)
- L'uomo del mare (Head Winds), regia di Herbert Blaché (1925)
- La nipote parigina (Lightnin'), regia di John Ford (1925)
- L'allarme del fuoco (The Still Alarm), regia di Edward Laemmle (1926)
- Melting Millions, regia di Spencer Gordon Bennet (1927)
- L'uomo senza volto (The Man Without a Face), regia di Spencer Gordon Bennet (1928)
- La guardia nera (The Black Watch), regia di John Ford (1929)
- Lo spettro verde (The Unholy Night), regia di Lionel Barrymore (1929)
- Il club delle donne (The Woman Racket), regia di Albert H. Kelley e Robert Obert (1930)